# Contestation de la responsabilité du VIH dans le sida

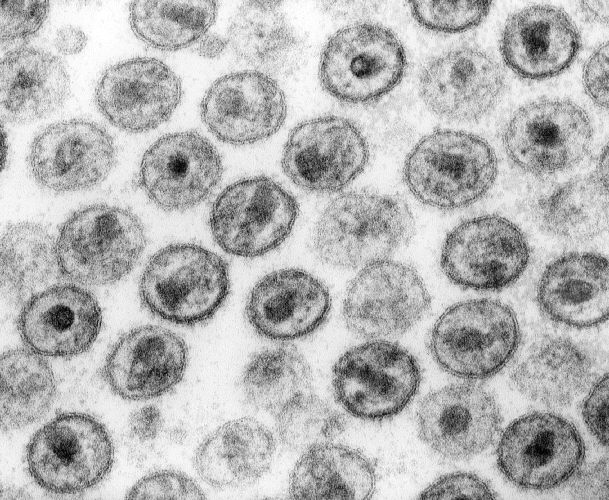
Image du virus de l'immunodéficience humaine obtenue en microscopie électronique en transmission (MET) ; l'existence de ce virus ou son rôle comme cause du sida sont mis en doute par les contestataires dont il est ici question.

La contestation de la responsabilité du VIH dans le sida est un mouvement qui met en doute l'origine virale du sida. Ceux qui le défendent, des activistes, journalistes et scientifiques, soutiennent que le consensus de la communauté scientifique sur le lien de cause à effet entre le VIH et le sida a provoqué des diagnostics inexacts, une peur collective, des traitements toxiques et un gaspillage des fonds publics, en même temps qu'un mésusage sans précédent des normes et méthodes scientifiques. 
Le professeur Luc Montagnier lauréat du prix nobel en 2008 pour la découverte du VIH, est intervenu dans le documentaire The house of Number affirmant "Je crois qu’on peut être exposé au VIH plusieurs fois sans être infecté de manière chronique. Si vous avez un bon système immunitaire, il se débarrassera du virus en quelques semaines". 
C'est ainsi que Kary Mullis, lauréat du prix Nobel de chimie en 1993, le virologue Peter Duesberg ou encore The Perth Group (en) prétendent qu'il n'existe pas de preuve formelle du lien de causalité entre le VIH et le sida,.
Cependant la plupart des membres de la communauté scientifique considèrent que les éléments établissant le rôle du VIH dans l'apparition du sida sont concluants, et rejettent ces théories, qui sont, à leurs yeux, négationnistes et essentiellement fondées sur des arguments pseudo-scientifiques, et relèvent du complotisme.

## Historique
- 1981 : rapport du Dr Michael Gottlieb concernant quatre malades homosexuels à Los Angeles. L'intéressé s'oriente vers une maladie contagieuse[4].

- 1983 : une équipe de chercheurs et de médecins à l'Institut Pasteur dirigée par Luc Montagnier découvre un nouveau virus chez un patient présentant les signes et les symptômes qui précèdent souvent le sida. Ce virus reçoit le nom de virus associé à la lymphadénopathie, soit LAV [5], et des échantillons sont envoyés à l'équipe de Robert Gallo, aux États-Unis.

- 1984 : le 23 avril, dans une conférence de presse tenue à Washington deux semaines avant la publication des articles, Margaret Heckler, alors secrétaire aux Services de santé américains, annonce que Gallo et ses collègues ont découvert un virus qui est la cause « probable » du sida. Celui-ci, dénommé HTLV-III (en), est probablement un virus de la classe des HTLV (virus T-lymphotrope humain). Il publie son travail le 4 mai 1984 dans la revue Science[6],[7].

- 1984 : Casper Schmidt répond à la publication des articles de Gallo en écrivant « The group-fantasy origins of AIDS », qui est publié par le Journal of Psychohistory[8]. Il avance que le sida est un exemple « d'hystérie épidémique » dans laquelle les populations reproduisent de façon inconsciente des conflits sociaux, et il compare la situation à des cas documentés d'hystérie épidémique dans le passé qui ont fait croire à tort à des épidémies.

- 1986 : ayant été reconnus comme génétiquement indifférenciables, les virus découverts par Montagnier et Gallo sont rebaptisés VIH[9].

- 1987 : Peter Duesberg met en question pour la première fois la théorie qui place le VIH à l'origine du sida dans son article « Les rétrovirus en tant que substances cancérigènes et pathogènes : attentes et réalité », publié dans le journal Cancer Research[10]. Cette publication coïncide avec le début d'importantes campagnes de santé publique et de la promotion de l'AZT comme traitement. Il réitère ses propos le 29 juillet 1988 dans une lettre publiée par la revue Science[11].

- 1988 : le Groupe de Perth, conduit par Eleni Papadopulos-Eleopulos, publie son premier article mettant en question certains aspects des idées dominantes sur le VIH et le sida[12]. Sa conclusion est qu'il n'existe « aucune raison qui force à préférer l'hypothèse virale du sida à une autre fondée sur l'activité d'agents oxydants. »

- 1990 : Robert Root-Bernstein publie son premier article relu par des pairs et y expose en détail ses objections contre la conception prédominante sur le sida et le VIH ; le titre en est : « Connaissons-nous la cause/les causes du sida ? »[13]. Il met en question aussi bien la théorie prédominante que la théorie négationniste en les jugeant toutes deux inexactes. Cette même année, le Dr Michel Bounan publie Le Temps du sida, où il explique que le sida est le produit des conditions sociales issues de la logique marchande (pollutions, mauvaise alimentation, vaccins, etc.).

- 1991 : le Group for the scientific reappraisal of the HIV-AIDS hypothesis (Groupe pour la réévaluation scientifique de l'hypothèse du sida lié au VIH), comprenant douze chercheurs, médecins et activistes, soumet une courte lettre à différents journaux. Une autre lettre semblable devait être publiée quatre ans plus tard dans la revue Science[14].

- 1994, le 28 octobre : Robert Willner, un médecin interdit d'exercice pour avoir notamment traité un patient de sida au moyen d'une thérapie à l'ozone, se pique publiquement le doigt avec du sang dont il affirme qu'il vient d'un malade infecté par le VIH[15]. Willner meurt d'une crise cardiaque l'année suivante[16].

- 1995 : le groupe négationniste Continuum place une publicité dans The Pink paper offrant une récompense de mille livres sterling « à la première personne qui découvrira un article scientifique établissant qu'on a pu réellement isoler le VIH » (selon l'ensemble spécifique de règles établi par le groupe lui-même)[17].

- 1996 : divers chercheurs, parmi lesquels Duesberg, relèvent le défi de Continuum, en affirmant que le VIH existe indubitablement.

- 2000 : alors que se tient à Durban la conférence internationale sur le VIH/sida de l'International AIDS Society, organisée pour la première fois dans un pays émergent, le président d'Afrique du Sud Thabo Mbeki invite plusieurs négationnistes à rejoindre son Groupe consultatif présidentiel sur le sida[18],[19]. La communauté scientifique répond par la déclaration de Durban, un document où elle affirme que le VIH est la cause du sida et que signent plus de 5 000 chercheurs et médecins[20].

- 2006 : Celia Farber, journaliste et négationniste parmi les plus connues sur la question du sida, publie dans l'édition de mars de Harper un essai intitulé « Out of control : AIDS and the corruption of medical science », où elle résume un certain nombre d'arguments en faveur de la réévaluation du sida et accuse d'incompétence, de conspiration et de fraude la communauté médicale dominante[21].

- 2007 : l'avocat sud-africain Anthony Brink présente un dossier d'accusation à la Cour pénale internationale contre Zackie Achmat et la Campagne d'action pour le traitement (TAC), en affirmant que leurs efforts pour développer l'approche de la médication antirétrovirale en Afrique du Sud constitue « un génocide » et en suggérant qu'Achmat soit enfermé dans « une petite cage blanche d'acier et de béton » et « éradiqué »[22]. Le TAC répond en décrivant l'accusation comme « absolument démentielle »[23].

- 2008 : Peter Duesberg et Celia Farber reçoivent le prix Semmelweis mains propres[24].

- 2008 : Kevin De Cock, directeur de l'ONUSIDA admet[25] qu'il n'existe plus de menace de pandémie du sida chez les hétérosexuels. Le rapport de l'ONUSIDA indique que la maladie tue plus que toutes les guerres et les conflits pris ensemble.

- 2008 : Françoise Barré-Sinoussi et Luc Montagnier reçoivent le Prix Nobel de médecine pour « leur découverte du virus de l'immunodéficience humaine » en 1983.

- années 2000-2010 : le professeur d'anatomo-pathologie émérite belge Étienne de Harven et le journaliste scientifique français Jean-Claude Roussez soutiennent qu'aucune preuve de l'origine (rétro)virale exogène des cas de sida, et même des cas de patients à « charge virale élevée », n'a été apportée à ce jour[26],[27],[28].

## Les contestataires
Peter Duesberg, professeur de biologie moléculaire et cellulaire à l'université de Californie à Berkeley combat depuis 1987 les idées prédominantes sur l'origine du sida,.
Des chercheurs, comme David Rasnick (qui possède des brevets sur les inhibiteurs de protéase utilisés dans le traitement du sida) et Rodney Richards (qui a aidé à mettre au point certains des premiers tests d'anticorps commercialisés pour le VIH) luttent aussi contre ce consensus scientifique[réf. nécessaire][source insuffisante]. Kary Mullis, lauréat du Prix Nobel de chimie et inventeur de la réaction en chaîne par polymérase (PCR en anglais), a exprimé sa sympathie pour les théories contestataires[réf. nécessaire][source insuffisante].
L'Australien Hiram Caton, professeur de science politique et d'histoire, la journaliste Celia Farber[Quoi ?] et l'activiste Christine Maggiore (en) (1956-2008) ont exprimé des positions doutant que le SIDA soit dû au VIH. Le bassiste Nate Mendel, du groupe de rock Foo Fighters, a exprimé son soutien aux idées négationnistes, au bénéfice desquelles il a organisé un concert en janvier 2000, destiné à l'organisation dissidente Alive & Well AIDS Alternatives,.
Les organisations contestataires comprennent le Groupe de Perth (Perth Group)[réf. nécessaire][source insuffisante] et le Groupe pour la réévaluation scientifique de l'hypothèse sur le VIH et le sida[réf. nécessaire][source insuffisante].
Certains groupes, comme le Groupe de Perth, le groupe Continuum ou Stefan Lanka, pensent que le VIH n'existe pas, arguant en particulier qu'il n'a jamais été isolé : en 1995, Continuum publie une annonce dans le journal The Pink Paper offrant 1 000 £ à « la première personne trouvant un papier scientifique établissant l'isolation à proprement parler du VIH », selon sept étapes élaborées par l'Institut Pasteur en 1973[réf. nécessaire][source insuffisante]. La même année, Stefan Lanka soutient l'inexistence du VIH[réf. nécessaire][source insuffisante].

## Les anciens contestataires
Devant l'accumulation de nouvelles études et de nouvelles données, plusieurs spécialistes éminents qui s'étaient associés à un moment à la réévaluation du sida ont depuis changé leur point de vue et ont admis que le VIH joue un rôle dans l'origine de la maladie. Robert Root-Bernstein, l'auteur de Revoyons la question du sida : le prix tragique d'un consensus prématuré et jadis critique du paradigme VIH/sida, a depuis pris ses distances avec les négationnistes, en disant : « Ce qu'avancent les négationnistes est manifestement incohérent en regard des études existantes. Quand je contrôle les études existantes, je n'approuve pas leur interprétation des données, ou, pire encore, je n'arrive pas [du tout] à trouver ces études. » Dans un article de 2005, Root-Bernstein et al. ont écrit : « Il est bien connu que l'infection due au VIH-1 a pour conséquence une baisse graduelle des CD4 T-lymphocytes. »
Joseph Sonnabend, qui, jusqu'à la fin des années 1990, considérait comme non-résolue la question de la cause du sida, a changé d'opinion en voyant le succès des médicaments antirétroviraux les plus récents, et a déclaré : « Il existe maintenant de fortes preuves que le VIH joue un rôle… Les médicaments qui peuvent vous sauver la vie peuvent également vous tuer dans des circonstances différentes. C'est là une distinction que les négationnistes ne semblent pas comprendre. »
Aussi bien Sonnabend que Root-Bernstein préfèrent maintenant une hypothèse moins controversée, en suggérant qu'il faut l'intervention supplémentaire de cofacteurs pour que le VIH provoque le sida. Malgré tout, après novembre 2006, quelques sites Internet négationnistes proclament toujours que Root-Bernstein et Sonnabend nient le rôle du VIH dans le sida.
Avant l'avènement de la trithérapie, le mouvement de réévaluation avait beau jeu de critiquer le modèle accepté officiellement, au vu des résultats médiocres obtenus dans les premiers traitements thérapeutiques (monothérapie à l'AZT essentiellement) et dans l'élaboration de vaccins. Depuis 1996, grâce à la mise en place des traitements par trithérapie, la majorité de la communauté scientifique considère que le rôle causal du VIH est une chose prouvée et que les arguments des négationnistes sont pour la plupart erronés et dépassés, et susceptibles de mettre en danger la santé publique en dissuadant les gens d'utiliser des traitements à l'efficacité vérifiée.

## Les points de contestation
Ceux qui appartiennent à cette communauté de négationnistes sont apparemment unis par leur désaccord avec le concept qui voit dans le VIH la cause du sida, mais en réalité leurs positions spécifiques diffèrent sensiblement selon les groupes.
Les arguments des négationnistes sont :
- le modèle épidémique élaboré en 1984 à partir de l'hypothèse virale n'a pas été vérifié dans les faits. En effet la maladie ne s'est pas répandue dans les pays développés de la manière foudroyante envisagée dans les années 1980[44]. De même, en Afrique, l'épidémie a évolué de manière très contradictoire[45],[46]. La population de la plupart des pays de l'Afrique subsaharienne, au lieu de stagner puis de diminuer comme le prévoyaient les modélisations de l'Onusida, a continué à progresser très fortement. L'exemple du Botswana est frappant, puisque les agences internationales telles que le Bureau de recensement américain prévoyaient une augmentation annuelle de la population de ce pays égale à 0,76 % avec sida, et de 2,5 % sans sida pour 2000[47]. La réalité est que la population a augmenté de 2,55 % par an entre 2001 et 2004[48],[49] ;
- les données officielles concernant les probabilités de transmission sont très faibles hormis celles liées aux transfusions sanguines[50] ;
- l'évolution des cas de sida peut être corrélée à la montée en puissance de l'utilisation de l'AZT[51], suivie de la brutale diminution de ces cas lors de l'introduction de la trithérapie (en particulier la lamivudine et les inhibiteurs de protéase)[52] ;
- d'autres modèles peuvent rendre compte de l'apparition du sida.

Les négationnistes essayent d'expliquer ces contradictions par plusieurs hypothèses :
- les tests dits « VIH » seraient en fait des tests d'anticorps non spécifiques[53],[54] ;
- le sida en Afrique regroupe d'autres maladies comptabilisées différemment jusqu'au début de l'épidémie, car la mortalité due à ces maladies est actuellement attribuée au sida ;
- le VIH n'existe pas (ou il n'a pas été isolé de façon adéquate) ;
- le virus ne répond pas aux critères posés par les postulats de Koch[55] ;
- les anticorps contre le VIH neutralisent le virus et le rendent inoffensif[56].

Comme causes du sida, ils suggèrent les drogues consommées à des fins récréationnelles ou non (dont les poppers), la malnutrition et jusqu'aux médicaments antirétroviraux (le médicament qui est essentiellement sur la sellette est l'AZT), qu'on utilise pour traiter le syndrome.
De telles affirmations ont été abondamment examinées dans la littérature médicale et scientifique à comité de lecture ; le consensus scientifique qui s'en est dégagé est qu'elles ont été réfutées de façon convaincante et que c'est bien le VIH qui provoque le sida,,. Matthew Irwin et David Crowe ont fait une critique d'un de ces documents en indiquant qu'ils font essentiellement appel à l'argument d'autorité. 
L'accumulation de preuves concernant les avantages importants de la médication anti-VIH moderne est actuellement considérée comme la principale confirmation du rôle du VIH dans l'apparition du sida,,,,. 
Cependant, certains remettent en cause le mécanisme d'action supposé de la trithérapie, suggérant que son efficacité provient des propriétés oxydoréductrices intrinsèques des substances utilisées, dans le droit fil de l'hypothèse du stress oxydatif tendant à montrer l'importance des oxydants (peroxynitrites) dans l'infection à VIH,. En 2009, dans un entretien accordé à Brent Leung, que l'on peut voir dans le documentaire controversé The House of Numbers, Luc Montagnier laisse entendre au journaliste canadien que le stress oxydatif revêt une importance prépondérante dans l'infection. Luc Montagnier a ensuite porté plainte contre le journaliste[réf. nécessaire] . Cependant, Luc Montagnier commet par deux fois une erreur à propos de l'infection par le VIH : il dit que l'on peut se débarrasser du virus si l'on a un « bon » système immunitaire (la notion de « bon » reste à définir en immunologie) ; or, la pathogénicité du virus montre qu'au contraire, le virus utilise l'intensité de la réaction immunitaire pour se multiplier (cf. article VIH). Il est à noter que ces propos du Pr Montagnier, à l'image de certaines de ses explications, sont remis en question au sein même de la communauté négationniste, notamment par le professeur Étienne de Harven[réf. nécessaire].

## Problématique
Si tous les arguments scientifiques sont en faveur d'une corrélation étroite entre la présence d'anticorps mesurés par les tests et l'apparition d'une infection chronique chez l'homme conduisant à une immunodépression sévère (sida), les sceptiques tels Rodney Richards s'appuient sur une spécificité moyenne de ces anticorps par rapport au « virus de l'immunodéficience humaine » pour affirmer qu'il ne serait pas la cause essentielle du développement du sida.
De même, la spécificité médiocre des tests de charge virale chez les personnes non traitées a été avancée en 2006 par le Dr Benigno Rodriguez de l'Université de Cleveland.
Un des reproches essentiels faits aux tests d'anticorps par le Groupe de Perth est que, contrairement aux sérologies habituelles où la spécification d'une limite indique simplement que le taux d'anticorps présents n'est plus suffisant pour que la personne demeure immunisée - comme c'est le cas pour la rubéole par exemple -, les tests en question présentent une limite au-dessus de laquelle il est affirmé que ces anticorps sont bien des anticorps au VIH, alors qu'en dessous de cette limite, la détection qui est faite serait celle d'anticorps provenant de réactions croisées avec d'autres protéines. 
Pour les scientifiques sceptiques, cette réponse sérologique est universelle, et correspond à une activation du système immunitaire normale, mais exacerbée chez les personnes qui présentent les maladies opportunistes associées au sida. 
Selon une étude de 1991 de Faulk et Labarrère, il a par exemple été retrouvé suffisamment d'antigènes (P24, GP120) correspondant aux anticorps dits « associés au VIH » dans les placentas de femmes non infectées pour que cette limite soit dépassée, et les sceptiques estiment que cette « anomalie » est justifiée de manière plus claire par l'hypothèse qu'ils avancent.
Le professeur Luc Montagnier ( lauréat du prix Nobel en 2008 pour la découverte du VIH) le 8 décembre 2003, au cours du colloque sur le sida en Afrique au Parlement Européen de Bruxelles, précise que le virus se trouve bien dans les cellules malades, mais il indique que la mort massive (apoptose) des lymphocytes T4 non infectés par le virus est due à un signal chimique provenant des cellules infectées dans un processus que ce même professeur relie au stress oxydant. Cette mort massive et indirecte des cellules T4 non infectées est bien connue, et plusieurs travaux ont été réalisés et publiés sur ce thème par plusieurs équipes indépendantes. Ainsi, l'Institut Pasteur indique que le virus a la capacité in vitro d'induire l'apoptose des lymphocytes T CD4+ en l'absence de toute réplication virale et activation lymphocytaire. Une étude expérimentale publiée en décembre 2006 dans le journal Apotosis indique que les microvésicules qui se forment au détriment des cellules du système immunitaire apparaissent lors de leur apoptose ou de leur activation. Ces microvésicules, lorsqu'elles sont phagocytées par d'autres macrophages, entraînent l'apoptose de ces derniers, d'une manière dose-dépendante.
Les sceptiques en concluent qu'il y a confusion entre l'effet cytopathiques du VIH et les signaux chimiques et biologiques de l'organisme dont le système immunitaire est activé. Cette activation, selon les sceptiques, ne serait pas due à ce virus - ce qui d'ailleurs n'a toujours pas été démontré, ainsi qu'il est indiqué dans la publication de Silvestri et Feinberg, où le terme « HIV-infected » représente en fait une personne séropositive - mais serait le fait de nombreux facteurs environnementaux parfois liés à l'activité sexuelle, que le Groupe de Perth décrit sous le vocable stress oxydatif, rejoint en cela par Peter Duesberg, Claus Koehnlein et David Rasnick.
De même, la mathématicienne Rebecca Culshaw,, spécialisée dans la modélisation de la cinétique de l'infection des cellules, conteste l'hypothèse de la pathogénie virale du sida.

## Influence en dehors de la communauté scientifique
Le concept selon lequel c'est le VIH qui cause le sida est largement considéré comme prouvé à l'intérieur de la communauté scientifique et dans le reste de la société. Pourtant le mouvement négationniste a eu une certaine influence, en faisant du débat une question civile et politique, aussi bien qu'une question scientifique et de santé publique.

### En Amérique du Nord et en Europe occidentale
Le scepticisme à l'égard du VIH en tant que cause du sida a commencé presque immédiatement après l'annonce de la découverte du VIH. Un des premiers sceptiques importants a été le journaliste John Lauritsen, qui a soutenu dans ses articles pour The New York Native que le sida avait été en réalité provoqué par un vasodilatateur, le nitrite amylique, et que c'est une conspiration du gouvernement qui avait caché la vérité.
La publication de l'article « first AIDS » de Peter Duesberg en 1987 a apporté un nouvel appui aux théories négationnistes. Peu après, la revue Science constatait que les remarques de Duesberg lui avaient valu « une grande attention dans les mass-média, particulièrement dans la presse gay où il fait figure de héros ». Il faut dire que le soutien apporté à Duesberg par la communauté gay s'est volatilisé quand il a fait toute une série de déclarations perçues comme homophobes ; dans une interview pour the Village Voice, en 1988, Duesberg s'est dit convaincu que l'épidémie de sida avait été « provoquée par un style de vie qui était criminel voici vingt ans. »
Au cours des années suivantes, d'autres sont devenus incrédules par rapport à la théorie du VIH du fait que les chercheurs n'arrivaient pas au début à mettre au point un traitement efficace ou un vaccin contre le sida. Des journalistes comme Neville Hodgkinson et Celia Farber ont essayé de propager des idées négationnistes dans les mass-média des États-Unis et de Grande-Bretagne. Plusieurs documentaires de télévision ont également été réalisés pour permettre le questionnement du statu quo.
En 1996-1997, l'introduction d'une thérapie antirétrovirale extrêmement active (HAART), a permis d'améliorer de façon importante la survie et la santé générale des personnes affectées par le VIH,,,. L'action positive du traitement par médication anti-VIH est considérée comme une preuve de plus du rôle du VIH dans l'apparition du sida, et plusieurs négationnistes importants ont été amenés à accepter le rôle causal du VIH. Aujourd'hui, les arguments des négationnistes qui nient cette activité indéniable de la trithérapie sont de plus en plus déconsidérés et perçus comme une obstination dangereuse à ne pas accepter la réalité. Ces théories n'en continuent pas moins à exercer une grande influence dans certaines communautés ; une enquête menée en 2005 à l'occasion de la Gay Pride dans quatre villes américaines a constaté que 33 % des personnes interrogées doutaient que le VIH provoque le sida.
Les activistes du sida se sont inquiétés du fait que les arguments des négationnistes sur le peu de nocivité du VIH puissent être responsables d'un accroissement en nombre des infections qui lui sont dues. Selon Stephen Thomas, directeur de Centre pour la Santé des Minorités (Center for Minority Health) de l'Université de Pittsburgh:
« Les gens ne comprennent pas. Ils voient partout des conspirations au lieu de songer à se protéger, à passer des tests et à rechercher quels soins et quels traitements leur conviennent. »

### En Europe orientale et en Asie centrale
La contestation de la responsabilité du VIH dans le sida est également active en fédération de Russie. Elle s'exprime notamment dans les réseaux sociaux, autour de groupes qui ont retenu l’appellation de dissidents du sida (russe : спид диссиденты). Ils sont à l'origine de refus de soins, et le ministère de la santé développe des actions tentant de réduire leur influence. L'association russe Contrôle des patients, qui regroupe des personnes séropositives et intervient notamment pour garantir le droit aux traitements, est intervenue auprès du réseau Vkontakte pour des bandeaux d'avertissement soient apposés sur les pages de ces groupes négationnistes.

### En Afrique du Sud
Le gouvernement du président sud-africain Thabo Mbeki a apporté son appui aux conceptions des négationnistes; des critiques accusent ces derniers d'être responsables par leur influence de la lenteur et de l'inefficacité de la réaction gouvernementale sud-africaine face à l'épidémie du sida. La ministre sud-africaine de la Santé de 1999 à 2006, Manto Tshabalala-Msimang nia la responsabilité du VIH.

#### La Déclaration de Durban
En 2000, quand s'est tenue à Durban une Conférence internationale sur le sida, le président Mbeki a convoqué un Groupe consultatif présidentiel comprenant un certain nombre de négationnistes, dont Peter Duesberg et David Rasnick. La presse générale a été exclue des réunions de ce groupe ; un correspondant invité a écrit que Rasnick avait plaidé pour que les tests du VIH fussent légalement interdits et qu'il avait nié avoir constaté la moindre preuve d'une catastrophe par le sida en Afrique du Sud ; Duesberg, de son côté, « avait fait une présentation si éloignée de la réalité médicale en Afrique que plusieurs médecins locaux en secouaient la tête ».
Dans son message adressé à la Conférence internationale sur le sida, Mbeki a réitéré son point de vue selon lequel le VIH n'était pas entièrement responsable du sida, à la suite de quoi des centaines de délégués sont sortis pendant sa communication. Mbeki a aussi envoyé une lettre à un certain nombre de dirigeants dans le monde pour exprimer sa méfiance devant cette représentation de « l'expérience occidentale sur la réalité africaine », et il comparait la communauté des chercheurs qui avait accepté la théorie en cours à ceux qui avaient soutenu le régime qui permettait l'apartheid. Le ton et le contenu de cette lettre de Mbeki ont amené des diplomates américains à se demander au départ s'il ne s'agissait pas d'un canular,.
Cette conduite du président a consterné les scientifiques et les activistes appartenant au courant majoritaire, et ils ont répondu par la Déclaration de Durban, un document où ils affirmaient que le VIH était bien la cause du sida et qui a été signé par plus de 5 000 chercheurs et médecins. Cette déclaration a reçu une réponse de la part de Matthew Irwin et David Crowe.

#### Critique de la réponse gouvernementale
La ministre sud-africaine de la Santé Manto Tshabalala-Msimang s'est aussi attiré de violentes critiques pour avoir souvent conseillé aux malades des remèdes comme l'ail, le citron et l'huile d'olive,,, en même temps qu'elle insistait sur la toxicité possible des médicaments antirétroviraux, qu'elle appelait « des poisons ». La South African Medical Association l'a accusée « de jeter le trouble sur un public vulnérable ». En septembre 2006, un groupe de plus de 80 chercheurs et universitaires a demandé « la révocation immédiate du Dr Tshabalala-Msimang comme ministre de la Santé et la fin de la politique désastreuse et pseudoscientifique qui a caractérisé l'attitude du gouvernement sud-africain devant le VIH/sida ». En décembre 2006, Nozizwe Madlala-Routledge, ministre adjointe de la Santé, a fait le constat, qu'aux niveaux les plus élevés, on avait nié la réalité sur le sida.
Le gouvernement de Mbeki a été largement critiqué pour avoir retardé la mise en route de programmes destinés à fournir des médicaments antirétroviraux aux malades du sida dans un état avancé et aux femmes enceintes séropositives. Le programme national de traitement n'a commencé qu'après que la Campagne d'Action pour le Traitement (TAC) eut conduit à intenter un procès contre les ministres du gouvernement, en les proclamant responsables de la mort de 600 personnes séropositives par jour parce qu'elles n'avaient pas pu accéder à la médication. L'Afrique du Sud a été un des derniers pays de la région à commencer un tel programme de traitement et la mise en route a été beaucoup plus lente que prévu.
À la XVIe Conférence internationale sur le sida, Stephen Lewis, délégué spécial des Nations unies pour le sida en Afrique, a attaqué le gouvernement de Mbeki pour la lenteur de sa réaction devant l'épidémie de sida et à sa soumission aux théories négationnistes :
« C'est (l'Afrique du Sud) en Afrique le seul pays... dont le gouvernement persiste à ne rien comprendre, à reculer les échéances et à ne rien faire quand il s'agit de mettre en route le traitement… C'est le seul pays d'Afrique dont le gouvernement continue à promouvoir des théories plus dignes d'extrémistes que d'un État qui se soucie de ses ressortissants. »
En 2002, Mbeki a demandé que son nom ne soit plus utilisé dans la littérature négationniste et que les négationnistes arrêtent de signer des documents en ajoutant « Membre du Groupe consultatif sur le sida créé par le Président Mbeki ».
Au début de 2005, l'ancien président sud-africain Nelson Mandela a annoncé que son fils était mort de complications du sida. Cette annonce publique a été vue autant comme un effort pour combattre la stigmatisation associée au sida que comme une « déclaration politique conçue pour forcer le Président Mbeki à ne plus nier les faits ».
En 2007, Thabo Mbeki conserve un certain scepticisme vis-à-vis de l'hypothèse officielle.

### Risque et dégâts
Un grand nombre d'experts et d'activistes du sida assurent que le mouvement de réévaluation du sida met des vies en danger en persuadant les gens de ne plus se protéger lors des rapports sexuels ou de ne plus prendre leur traitement antirétroviral. On lit en particulier dans la déclaration de Durban :
C'est le VIH qui provoque le sida. Il est malheureux que quelques personnes qui se font entendre continuent à nier cette évidence. Innombrables sont ceux à qui une telle position coûtera la vie.
En réponse à de telles accusations, le Groupe négationniste de Perth a nié encourager les rapports sexuels non protégés ou la consommation de drogue ; effectivement, ils soutiennent que le sexe anal passif avec de multiples partenaires et l'usage de drogue accroissent le risque d'être atteint du sida et devraient être évités. 
Duesberg soutient que le VIH en lui-même est inoffensif, et que les personnes contaminées par ce virus seront traitées avec des médicaments dont il assure qu'ils sont la cause du sida. Pour lui, le risque et les dégâts proviennent de la peur liée à cette maladie, peur qui précipite les traitements par certains médicaments qu'il juge dangereux.
De plus, il prétend tenir de source gouvernementale qu'il faut en moyenne 1000 rapports sexuels non protégés avec un partenaire séropositif au VIH pour être à son tour infecté. Il déclare toutefois que l'emploi de préservatifs peut être utile, après tout, car il « protège les gens de l'infection par le VIH, qu'ils pourraient attraper après 1000 rapports non protégés, les mettant ainsi à l'abri du sida que provoquerait le traitement anti-VIH ».

## Documentaires
Sida : le doute est un documentaire de Djamel Tahi présentant les contradictions de la thèse virale, diffusé en 1996 sur Arte.
House of Numbers est un documentaire controversé de 2009 de Brent Leung qui soutient la thèse de l'absence de responsabilité du VIH dans le sida. Il a reçu une critique très négative de la majorité de la communauté scientifique et des médias,,.